# Diaptomus (Eutrichodiaptomus) ashlandi
Diaptomus (Eutrichodiaptomus) ashlandi is een eenoogkreeftjessoort uit de familie van de Diaptomidae. De wetenschappelijke naam van de soort is voor het eerst geldig gepubliceerd in 1893 door Marsh.